# PDC Home Tour II 2020
De PDC Home Tour II was een speciaal dartstoernooi georganiseerd door de PDC in het jaar dat wereldwijd het coronavirus de gehele sportwereld voor lange tijd plat legde. Dit home toernooi was een vervolg op de PDC Home Tour met zijn Play Offs eerder dit jaar.

Spelers met een PDC Tourkaart in 2020 konden hieraan meedoen, maar de hoogst geplaatsten op de wereldranglijst werden niet uitgenodigd. De spelers speelden thuis op hun eigen bord tegen een tegenstander en dat werd live uitgezonden op internet.

Luke Humphries won het toernooi. Hij was de beste in de Finalegroep op 20 oktober 2020.

## Toernooi-opzet
Vanaf 31 augustus speelden telkens zeven darters met een Tourkaart in een groepsfase tegen elkaar. De beste 3 van elke groep plus de 5 besten van de tien groepen plaatsten zich bij de laatste 35 darters die vanaf 29 september verder speelden.

Elke wedstrijd werd bepaald door een "best of 9 legs", de winnaar kreeg twee punten. Bij een gelijke stand in wedstrijdpunten werd de winnaar bepaald op basis van het legsaldo. Was dat gelijk dan bepaalde het onderling resultaat de winnaar. Stonden er dan nog spelers gelijk, dan bepaalde het 3-dartsgemiddelde de volgorde in de groep.
De beste 4 van elke groep plus de beste nummer vijf van de 5 groepen uit de tweede ronde plaatsten zich voor de derde fase. Zij speelden van 12 tot 14 oktober. 
De top 2 van elke groep plus de beste nummer drie van de drie groepen plaatsten zich voor de Championship Groep. Zij speelden op 20 oktober ook 1 keer tegen elkaar om de winnaar te bepalen.

## Fase 1
Geplaatste spelers voor de tweede ronde: (35)
| - Mike De Decker - Andy Boulton - Joe Murnan - Jamie Lewis - Adam Hunt - Alan Tabern - Mickey Mansell - Kirk Shepherd - Steve Brown | - James Wilson - Andy Hamilton - Bradley Brooks - Marko Kantele - Daniel Larsson - Damon Heta - Ryan Meikle - Ross Smith - Gabriel Clemens | - Jonny Clayton - Jermaine Wattimena - Jeffrey de Zwaan - Luke Humphries - Kai Fan Leung - Martin Schindler - Nick Kenny - Chris Dobey - Barrie Bates | - Krzysztof Ratajski - Kim Huybrechts - Stephen Bunting - Ron Meulenkamp - Devon Petersen - Carl Wilkinson - Geert Nentjes - Ted Evetts |

## Fase 2
Geplaatste spelers voor de derde ronde: (21)
| - Jonny Clayton - Jermaine Wattimena - Chris Dobey - Kim Huybrechts - Krzysztof Ratajski - Bradley Brooks - Kai Fan Leung | - Gabriel Clemens - Carl Wilkinson - Kirk Shepherd - James Wilson - Nick Kenny - Luke Humphries - Ross Smith | - Joe Murnan - Damon Heta - Andy Boulton - Ron Meulenkamp - Ryan Meikle - Marko Kantele - Luke Woodhouse |

## Fase 3

### Groep 1 - 12 oktober
| Speler         | Gem.    | Score | Gem.     | Speler         |
| -------------- | ------- | ----- | -------- | -------------- |
| Luke Woodhouse | (89.32) | 0 – 5 | (97.60)  | Kai Fan Leung  |
| Ron Meulenkamp | (86.78) | 3 – 5 | (94.19)  | James Wilson   |
| Andy Boulton   | (89.38) | 3 – 5 | (84.81)  | Carl Wilkinson |
| Damon Heta     | (97.29) | 5 – 4 | (97.45)  | Luke Woodhouse |
| Kai Fan Leung  | (94.25) | 4 – 5 | (94.28)  | Andy Boulton   |
| Carl Wilkinson | (78.58) | 1 – 5 | (88.81)  | Ron Meulenkamp |
| James Wilson   | (78.97) | 1 – 5 | (92.84)  | Damon Heta     |
| Andy Boulton   | (92.80) | 5 – 4 | (94.26)  | Luke Woodhouse |
| Ron Meulenkamp | (81.50) | 0 – 5 | (100.20) | Kai Fan Leung  |
| James Wilson   | (85.75) | 5 – 2 | (83.12)  | Carl Wilkinson |
| Damon Heta     | (89.92) | 5 – 2 | (89.17)  | Andy Boulton   |
| Luke Woodhouse | (85.26) | 3 – 5 | (88.32)  | Ron Meulenkamp |
| Kai Fan Leung  | (97.93) | 5 – 3 | (93.15)  | James Wilson   |
| Carl Wilkinson | (89.07) | 2 – 5 | (94.81)  | Damon Heta     |
| Ron Meulenkamp | (78.40) | 5 – 2 | (81.99)  | Andy Boulton   |
| James Wilson   | (83.46) | 2 – 5 | (86.09)  | Luke Woodhouse |
| Carl Wilkinson | (73.61) | 1 – 5 | (88.99)  | Kai Fan Leung  |
| Damon Heta     | (95.85) | 2 – 5 | (96.76)  | Ron Meulenkamp |
| Andy Boulton   | (92.51) | 1 – 5 | (93.38)  | James Wilson   |
| Luke Woodhouse | (84.15) | 0 – 5 | (93.94)  | Carl Wilkinson |
| Kai Fan Leung  | (90.43) | 1 – 5 | (97.97)  | Damon Heta     |

| Pos. | Speler         | Wedstrijden | Wedstrijden | Wedstrijden | Legs | Legs | Legs  | Legs    | Punten |
| ---- | -------------- | ----------- | ----------- | ----------- | ---- | ---- | ----- | ------- | ------ |
| Pos. | Speler         | G           | W           | V           | LV   | LT   | Saldo | Gem.    | Punten |
| 1    | Damon Heta     | 6           | 5           | 1           | 27   | 15   | +12   | (94.78) | 10     |
| 2    | Kai Fan Leung  | 6           | 4           | 2           | 25   | 14   | +11   | (94.90) | 8      |
| 3    | Ron Meulenkamp | 6           | 4           | 2           | 23   | 18   | +5    | (86.76) | 8      |
| 4    | James Wilson   | 6           | 3           | 3           | 21   | 21   | 0     | (88.15) | 6      |
| 5    | Carl Wilkinson | 6           | 2           | 4           | 16   | 23   | -7    | (83.86) | 4      |
| 6    | Andy Boulton   | 6           | 2           | 4           | 18   | 28   | -10   | (90.02) | 4      |
| 7    | Luke Woodhouse | 6           | 1           | 5           | 16   | 27   | -11   | (89.42) | 2      |

### Groep 2 - 13 oktober
| Speler             | Gem.     | Score | Gem.     | Speler             |
| ------------------ | -------- | ----- | -------- | ------------------ |
| Krzysztof Ratajski | (104.00) | 5 – 1 | (88.97)  | Marko Kantele      |
| Joe Murnan         | (85.77)  | 2 – 5 | (89.66)  | Ross Smith         |
| Chris Dobey        | (85.81)  | 5 – 4 | (95.70)  | Ryan Meikle        |
| Nick Kenny         | (96.31)  | 1 – 5 | (101.59) | Krzysztof Ratajski |
| Marko Kantele      | (87.24)  | 3 – 5 | (96.25)  | Chris Dobey        |
| Ryan Meikle        | (86.79)  | 2 – 5 | (89.20)  | Joe Murnan         |
| Ross Smith         | (92.84)  | 4 – 5 | (99.25)  | Nick Kenny         |
| Chris Dobey        | (93.39)  | 1 – 5 | (95.16)  | Krzysztof Ratajski |
| Joe Murnan         | (90.85)  | 5 – 2 | (84.34)  | Marko Kantele      |
| Ross Smith         | (85.37)  | 5 – 2 | (87.50)  | Ryan Meikle        |
| Nick Kenny         | (83.80)  | 4 – 5 | (90.66)  | Chris Dobey        |
| Krzysztof Ratajski | (101.21) | 5 – 4 | (94.54)  | Joe Murnan         |
| Marko Kantele      | (94.85)  | 2 – 5 | (96.87)  | Ross Smith         |
| Ryan Meikle        | (90.30)  | 3 – 5 | (96.07)  | Nick Kenny         |
| Joe Murnan         | (90.51)  | 2 – 5 | (97.33)  | Chris Dobey        |
| Ross Smith         | (87.51)  | 3 – 5 | (91.21)  | Krzysztof Ratajski |
| Ryan Meikle        | (89.65)  | 5 – 4 | (84.24)  | Marko Kantele      |
| Nick Kenny         | (82.02)  | 5 – 1 | (73.95)  | Joe Murnan         |
| Chris Dobey        | (95.86)  | 4 – 5 | (92.33)  | Ross Smith         |
| Krzysztof Ratajski | (90.02)  | 4 – 5 | (85.37)  | Ryan Meikle        |
| Marko Kantele      | (92.92)  | 5 – 2 | (83.49)  | Nick Kenny         |

| Pos. | Speler             | Wedstrijden | Wedstrijden | Wedstrijden | Legs | Legs | Legs  | Legs    | Punten |
| ---- | ------------------ | ----------- | ----------- | ----------- | ---- | ---- | ----- | ------- | ------ |
| Pos. | Speler             | G           | W           | V           | LV   | LT   | Saldo | Gem.    | Punten |
| 1    | Krzysztof Ratajski | 6           | 5           | 1           | 29   | 15   | +14   | (97.20) | 10     |
| 2    | Ross Smith         | 6           | 4           | 2           | 27   | 20   | +7    | (90.76) | 8      |
| 3    | Chris Dobey        | 6           | 4           | 2           | 25   | 23   | +2    | (93.22) | 8      |
| 4    | Nick Kenny         | 6           | 3           | 3           | 22   | 23   | -1    | (90.16) | 6      |
| 5    | Joe Murnan         | 6           | 2           | 4           | 19   | 24   | -5    | (87.47) | 4      |
| 6    | Ryan Meikle        | 6           | 2           | 4           | 21   | 28   | -7    | (89.22) | 4      |
| 7    | Marko Kantele      | 6           | 1           | 5           | 17   | 27   | -10   | (88.76) | 2      |

### Groep 3 - 14 oktober
| Speler             | Gem.     | Score | Gem.     | Speler             |
| ------------------ | -------- | ----- | -------- | ------------------ |
| Bradley Brooks     | (86.49)  | 3 – 5 | (89.74)  | Kirk Shepherd      |
| Gabriel Clemens    | (84.36)  | 5 – 4 | (87.90)  | Kim Huybrechts     |
| Jermaine Wattimena | (89.94)  | 2 – 5 | (98.74)  | Jonny Clayton      |
| Luke Humphries     | (95.30)  | 5 – 2 | (83.65)  | Bradley Brooks     |
| Kirk Shepherd      | (89.17)  | 2 – 5 | (97.49)  | Jermaine Wattimena |
| Jonny Clayton      | (92.60)  | 5 – 2 | (86.91)  | Gabriel Clemens    |
| Kim Huybrechts     | (86.00)  | 1 – 5 | (102.83) | Luke Humphries     |
| Jermaine Wattimena | (96.73)  | 5 – 2 | (95.84)  | Bradley Brooks     |
| Gabriel Clemens    | (87.44)  | 3 – 5 | (84.84)  | Kirk Shepherd      |
| Kim Huybrechts     | (86.19)  | 0 – 5 | (90.54)  | Jonny Clayton      |
| Luke Humphries     | (108.91) | 5 – 0 | (100.05) | Jermaine Wattimena |
| Bradley Brooks     | (91.35)  | 5 – 4 | (85.63)  | Gabriel Clemens    |
| Kirk Shepherd      | (83.23)  | 2 – 5 | (93.26)  | Kim Huybrechts     |
| Jonny Clayton      | (103.89) | 5 – 2 | (95.16)  | Luke Humphries     |
| Gabriel Clemens    | (96.00)  | 5 – 3 | (89.21)  | Jermaine Wattimena |
| Kim Huybrechts     | (88.23)  | 5 – 2 | (90.64)  | Bradley Brooks     |
| Jonny Clayton      | (102.42) | 5 – 1 | (78.71)  | Kirk Shepherd      |
| Luke Humphries     | (94.11)  | 5 – 1 | (84.73)  | Gabriel Clemens    |
| Jermaine Wattimena | (82.95)  | 1 – 5 | (91.29)  | Kim Huybrechts     |
| Bradley Brooks     | (93.74)  | 4 – 5 | (106.96) | Jonny Clayton      |
| Kirk Shepherd      | (83.70)  | 1 – 5 | (93.64)  | Luke Humphries     |

| Pos. | Speler             | Wedstrijden | Wedstrijden | Wedstrijden | Legs | Legs | Legs  | Legs    | Punten |
| ---- | ------------------ | ----------- | ----------- | ----------- | ---- | ---- | ----- | ------- | ------ |
| Pos. | Speler             | G           | W           | V           | LV   | LT   | Saldo | Gem.    | Punten |
| 1    | Jonny Clayton      | 6           | 6           | 0           | 30   | 11   | +19   | (99.19) | 12     |
| 2    | Luke Humphries     | 6           | 5           | 1           | 27   | 10   | +17   | (98.33) | 10     |
| 3    | Kim Huybrechts     | 6           | 3           | 3           | 20   | 20   | 0     | (88.81) | 6      |
| 4    | Gabriel Clemens    | 6           | 2           | 4           | 20   | 27   | -7    | (87.51) | 4      |
| 5    | Jermaine Wattimena | 6           | 2           | 4           | 16   | 24   | -8    | (92.73) | 4      |
| 6    | Kirk Shepherd      | 6           | 2           | 4           | 16   | 26   | -10   | (84.90) | 4      |
| 7    | Bradley Brooks     | 6           | 1           | 5           | 18   | 29   | -11   | (90.29) | 2      |

## Championship Groep

### 20 oktober
| Speler             | Gem.     | Score | Gem.     | Speler             |
| ------------------ | -------- | ----- | -------- | ------------------ |
| Krzysztof Ratajski | (101.20) | 5 – 3 | (98.53)  | Kai Fan Leung      |
| Ross Smith         | (100.22) | 4 – 5 | (101.48) | Luke Humphries     |
| Damon Heta         | (102.73) | 5 – 2 | (99.55)  | Jonny Clayton      |
| Ron Meulenkamp     | (90.93)  | 5 – 4 | (93.00)  | Krzysztof Ratajski |
| Kai Fan Leung      | (94.55)  | 4 – 5 | (99.98)  | Damon Heta         |
| Jonny Clayton      | (100.31) | 5 – 4 | (93.27)  | Ross Smith         |
| Luke Humphries     | (95.61)  | 5 – 4 | (87.90)  | Ron Meulenkamp     |
| Damon Heta         | (92.74)  | 4 – 5 | (101.54) | Krzysztof Ratajski |
| Ross Smith         | (93.65)  | 4 – 5 | (91.22)  | Kai Fan Leung      |
| Luke Humphries     | (90.60)  | 3 – 5 | (93.00)  | Jonny Clayton      |
| Ron Meulenkamp     | (88.82)  | 5 – 4 | (92.37)  | Damon Heta         |
| Krzysztof Ratajski | (98.34)  | 5 – 2 | (93.45)  | Ross Smith         |
| Kai Fan Leung      | (84.33)  | 1 – 5 | (98.90)  | Luke Humphries     |
| Jonny Clayton      | (98.87)  | 5 – 3 | (93.59)  | Ron Meulenkamp     |
| Ross Smith         | (98.40)  | 1 – 5 | (118.96) | Damon Heta         |
| Luke Humphries     | (108.31) | 5 – 2 | (97.53)  | Krzysztof Ratajski |
| Jonny Clayton      | (82.67)  | 5 – 4 | (84.70)  | Kai Fan Leung      |
| Ron Meulenkamp     | (96.97)  | 3 – 5 | (94.21)  | Ross Smith         |
| Damon Heta         | (99.77)  | 2 – 5 | (106.21) | Luke Humphries     |
| Krzysztof Ratajski | (98.97)  | 2 – 5 | (100.41) | Jonny Clayton      |
| Kai Fan Leung      | (89.50)  | 4 – 5 | (89.91)  | Ron Meulenkamp     |

| Pos. | Speler             | Wedstrijden | Wedstrijden | Wedstrijden | Legs | Legs | Legs  | Legs     | Punten |
| ---- | ------------------ | ----------- | ----------- | ----------- | ---- | ---- | ----- | -------- | ------ |
| Pos. | Speler             | G           | W           | V           | LV   | LT   | Saldo | Gem.     | Punten |
| 1    | Luke Humphries     | 6           | 5           | 1           | 28   | 18   | +10   | (100.19) | 10     |
| 2    | Jonny Clayton      | 6           | 5           | 1           | 27   | 21   | +6    | (95.80)  | 10     |
| 3    | Damon Heta         | 6           | 3           | 3           | 25   | 22   | +3    | (101.09) | 6      |
| 4    | Krzysztof Ratajski | 6           | 3           | 3           | 23   | 24   | -1    | (98.43)  | 6      |
| 5    | Ron Meulenkamp     | 6           | 3           | 3           | 25   | 27   | -2    | (91.35)  | 6      |
| 6    | Kai Fan Leung      | 6           | 1           | 5           | 21   | 29   | -8    | (90.47)  | 2      |
| 7    | Ross Smith         | 6           | 1           | 5           | 20   | 28   | -8    | (95.53)  | 2      |

Luke Humphries was de winnaar van de PDC Home Tour 2.
PDC Home Tour 2020 · PDC Home Tour II 2020 · PDC Home Tour III 2020